# Bataillon Noman Çelebicihan
Pour les articles homonymes, voir Nomans.

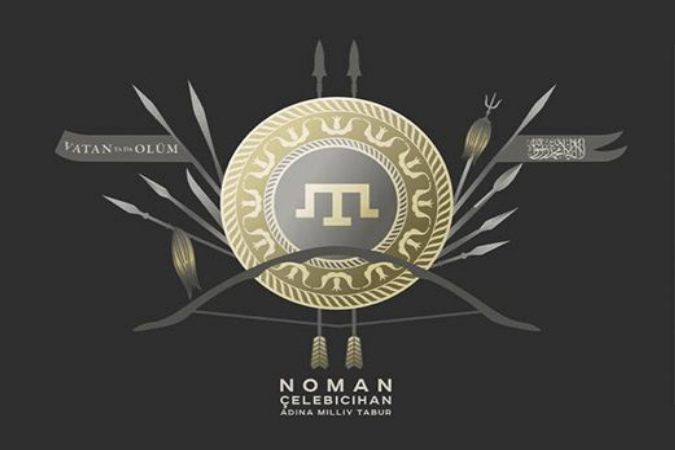
Drapeau du bataillon Noman Çelebicihan.

Le bataillon Noman Çelebicihan (en ukrainien : Батальйон імені Номана Челебіджіхана, en tatar de Crimée : Noman Çelebicihan Batalyonı) est une unité paramilitaire spéciale formée de volontaires Tatars de Crimée qui combattent les séparatistes pro-russes, les Russes et leurs soutiens. Elle s'appuie sur l'opposition d'une partie des Tatars de Crimée à l'annexion de la péninsule.

## Historique
Créé en 2016, le bataillon est nommé en l'honneur de l'activiste tatar Noman Çelebicihan (1885–1918), exécuté par les Bolcheviks durant la « Terreur rouge ». Basé à Tchonhar, dans l'oblast de Kherson, le bataillon serait soutenu par la Turquie, qui soutient les Tatars de Crimée.
Certains de ses membres sont poursuivis par la justice russe,. Six religieux de cette organisation sont notamment accusés d'appartenir à Hizb ut-Tahrir, organisation interdite en Russie. Le 1er juin 2022, la Cour suprême de Russie satisfait à la demande du bureau du procureur général, en reconnaissant le bataillon comme une organisation terroriste et en interdisant ses activités sur le territoire de la fédération de Russie.